# Donald et Dingo (série)
Pour la filmographie complète de Donald Duck, voir Filmographie de Donald Duck. Pour la filmographie complète de Dingo, voir Filmographie de Dingo.
Cette liste présente la série de courts métrages d'animation ayant pour héros les personnages de Donald Duck et de Dingo, débutée en 1938.

## Filmographie
- 1938 : Trappeurs arctiques (Polar Trappers)
- 1938 : La Chasse au renard (The Fox Hunt). Apparitions de Mickey, Minnie, Horace, Clarabelle et Clara Cluck.
- 1940 : Colleurs d'affiches (Billposters). Donald et Dingo chantent Sifflez en travaillant de Blanche-Neige et les Sept Nains (1937).
- 1945 : Donald et Dingo marins (No Sail)
- 1946 : Donald, ramenez-le vivant (Frank Duck Brings 'em Back Alive)
- 1947 : Déboires sans boire (Crazy with the Heat).